# Nikolaus Willibald von Gersdorff

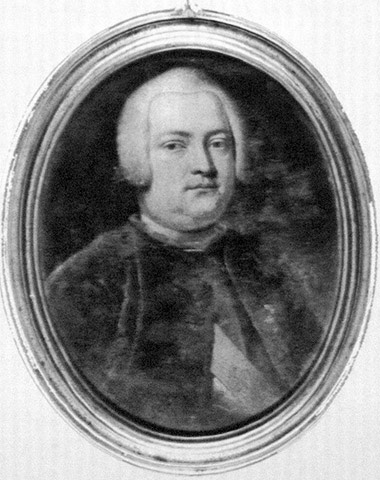
Ölgemälde eines unbekannten Meisters (vor 1765)

Nikolaus Willibald von Gersdorff (* 28. März 1713 in Wetzlar; † 8. März 1765 in Dresden) stammt aus dem deutschen Uradelsgeschlecht Gersdorff. Er war Grundherr, sächsisch-polnischer Gesandter, Wirklicher Geheimer Rat und Konferenzminister. Im Jahr 1745 wurde er zusammen mit seinem Vater als Reichsvikar in den Reichsgrafenstand erhoben.

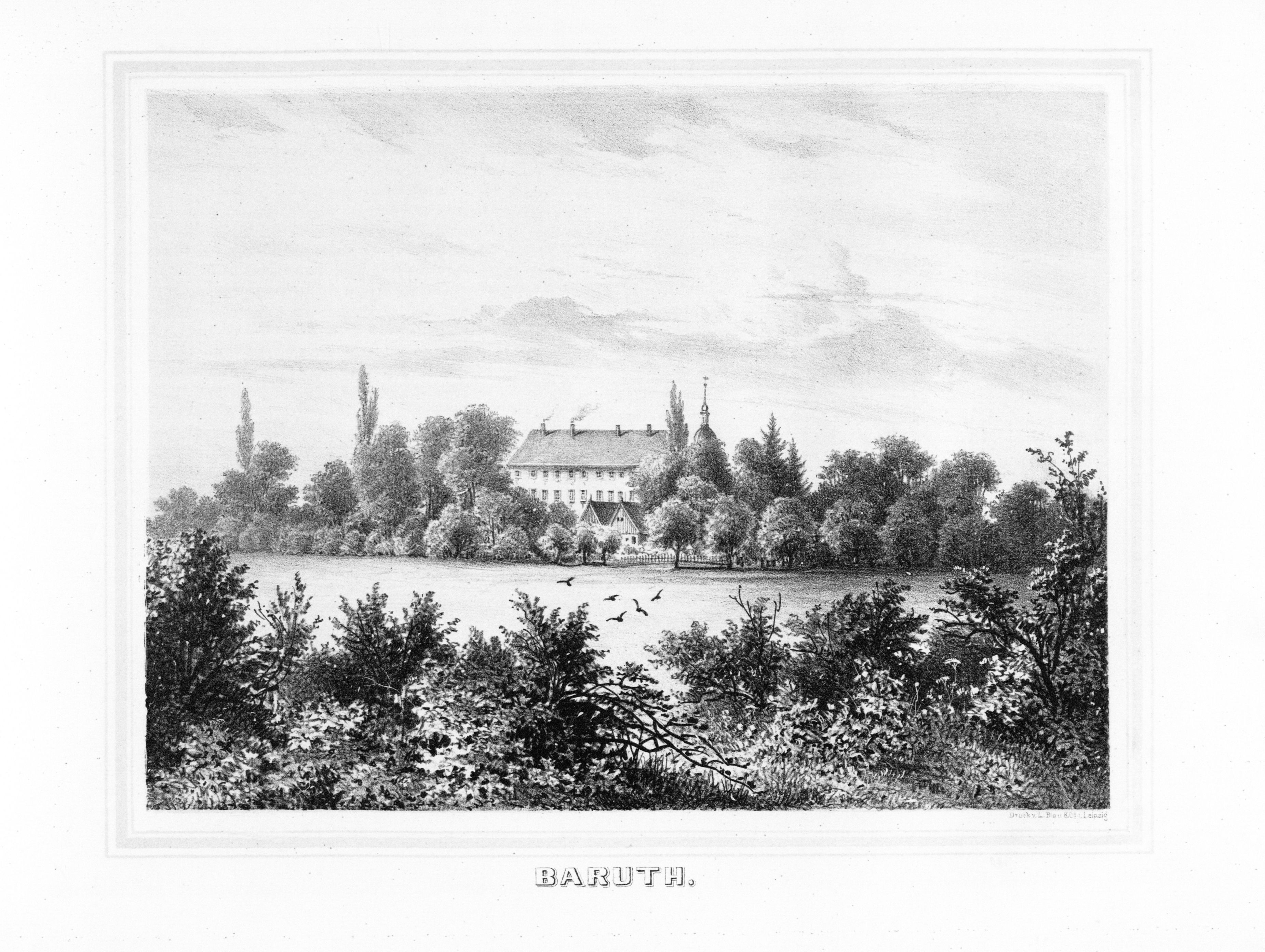
Schloss Baruth im 19. Jahrhundert (1949/50 abgebrochen)

## Leben
Nikolaus Willibalds Vater war der Hof- und Justizrat, Wirkliche Geheime Rat und Konferenzminister Gottlob Friedrich von Gersdorff (1680–1751), der als Assessor am Reichskammergericht in Wetzlar diente. Seine Mutter war Johanna Sophia (Sophie) geborene von Houwald zu Straupitz (1670–1725), verwitwete von Wiedebach Seine Großmutter väterlicherseits war Henriette Catharina von Gersdorff. Aufgrund einer gemeinsamen Großmutter war Nikolaus Willibald auch ein Großcousin des Gründers der Herrnhuter Brüdergemeine Nikolaus Ludwig von Zinzendorf.
Gersdorff wuchs vermutlich auf dem väterlichen Gut Baruth bei Bautzen auf. 1729 trug er sich zum Studium an der Universität Leipzig ein und ging anschließend auf Kavalierstour. Danach wurde er königlich polnischer und kurfürstlich sächsischer Hof- und Justizrat. Unter dem sächsischen Herzog Friedrich August II. erfolgte 1733 seine Ernennung zum Kammerherrn. Seine Karriere als Diplomat begann, als er 1740 Kursächsischer Gesandter am Kurtrierer Hof des Kurfürsten Franz Georg von Schönborn wurde. Von 1742 bis 1745 war Gersdorff Außerordentlicher Gesandter am russischen Hof in Sankt Petersburg und erlebte in Moskau die Selbstkrönung von Jelisaweta Petrowna Romanowa zur Kaiserin von Russland. Er erhielt den russischen Alexander-Newski-Orden und überbrachte 1743 dem Großfürsten Peter Fjodorowitsch den polnischen Orden des Weißen Adlers. 1745 wurde Gersdorff Geheimer Rat und kurzzeitig Sondergesandter am Hof des Kurfürstentums Braunschweig-Lüneburg in Hannover bei Georg II., anschließend bis 1748 als Nachfolger von Christian von Loß Bevollmächtigter Minister in Kurbayern bei Maximilian III. Joseph. In München vermittelte er die Eheschließung der Tochter Maria Antonia des bayerischen Kurfürsten und Kaisers des Heiligen Römischen Reiches Karl VII. mit dem sächsischen Kurprinzen Friedrich Christian. Nach der Rückkehr nach Dresden wurde Gersdorff zum Wirklichen Geheimen Rat befördert.
Nach dem Tod seines Vaters Ende 1751 gelangte Gersdorff in den Besitz vieler Güter in der Oberlausitz: Baruth, Milkel und Kreba, sowie Bretnig, Hauswalde, Kemnitz, Buchwalde, Kreckwitz, Rackel, Dauban, Mücka, Teichnitz, Teicha, Droben, Wessel, Lomske und Crosta. Ein politisches Wirken seinerseits ist erst wieder nach dem Ende des Siebenjährigen Krieges nachweisbar. 1763 wurde Gersdorff kursächsischer Konferenzminister und war neben den Mitgliedern der Restaurationskommission einer der geistigen Führer des Wiederaufbaus nach dem Krieg. Allerdings verstarb er schon zwei Jahre später, wenige Wochen vor seinem 52. Geburtstag, an den Folgen eines Schlaganfalls.

## Ehen und Nachfahren
1. Ehe mit Johanna Margarethe (auch Magdalene) geborene Gräfin von Beichlingen (1718–1742)
- Hochzeit am 28. Juni 1736
  - Friedrich Alexander (1738–1790)[11]

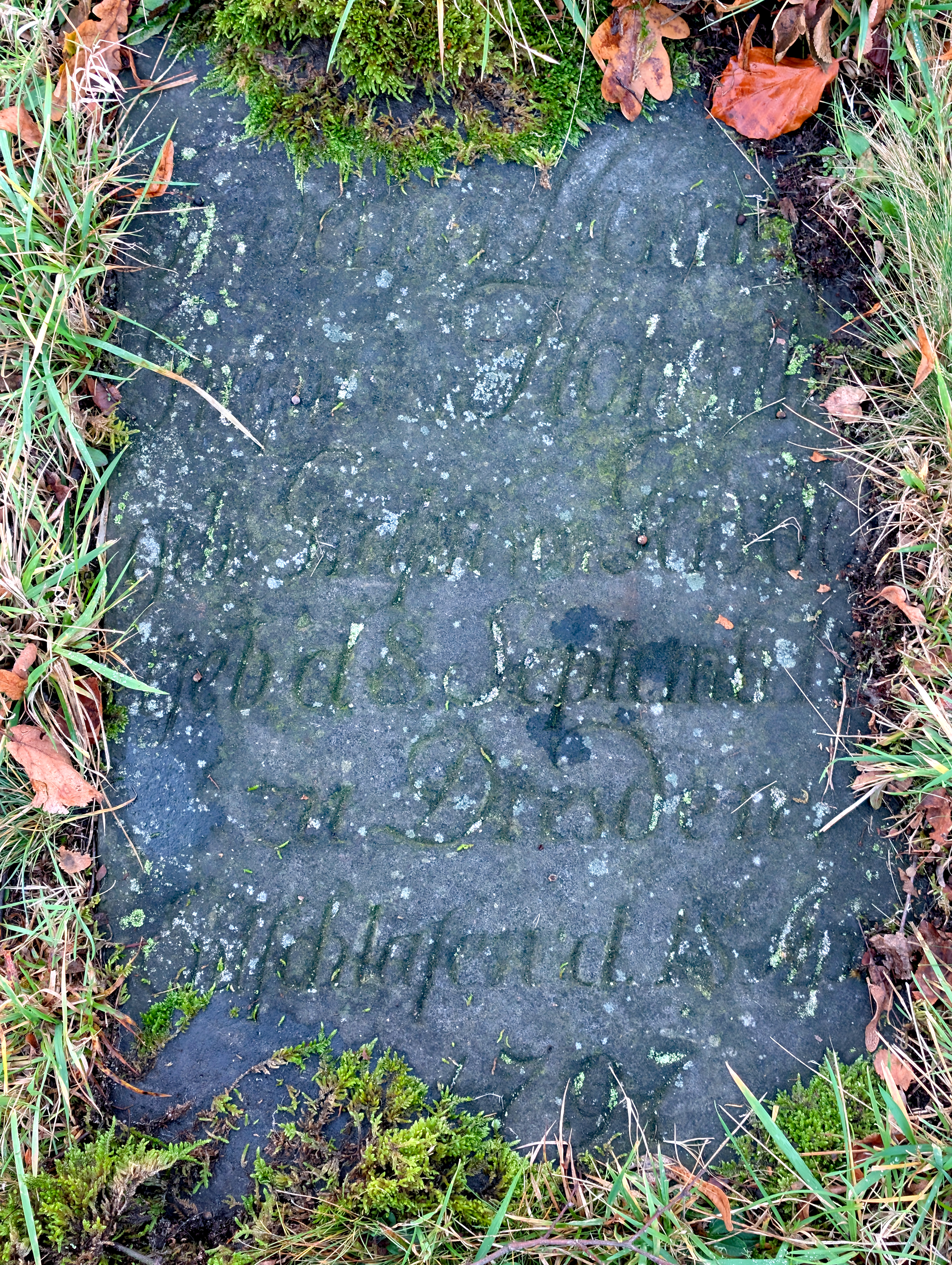
Grabstein auf dem Gottesacker Kleinwelka: Friederike Henriette von Hohenthal geb. d. 8. September 1740 zu Dresden, entschlafen d. 18. April 1797

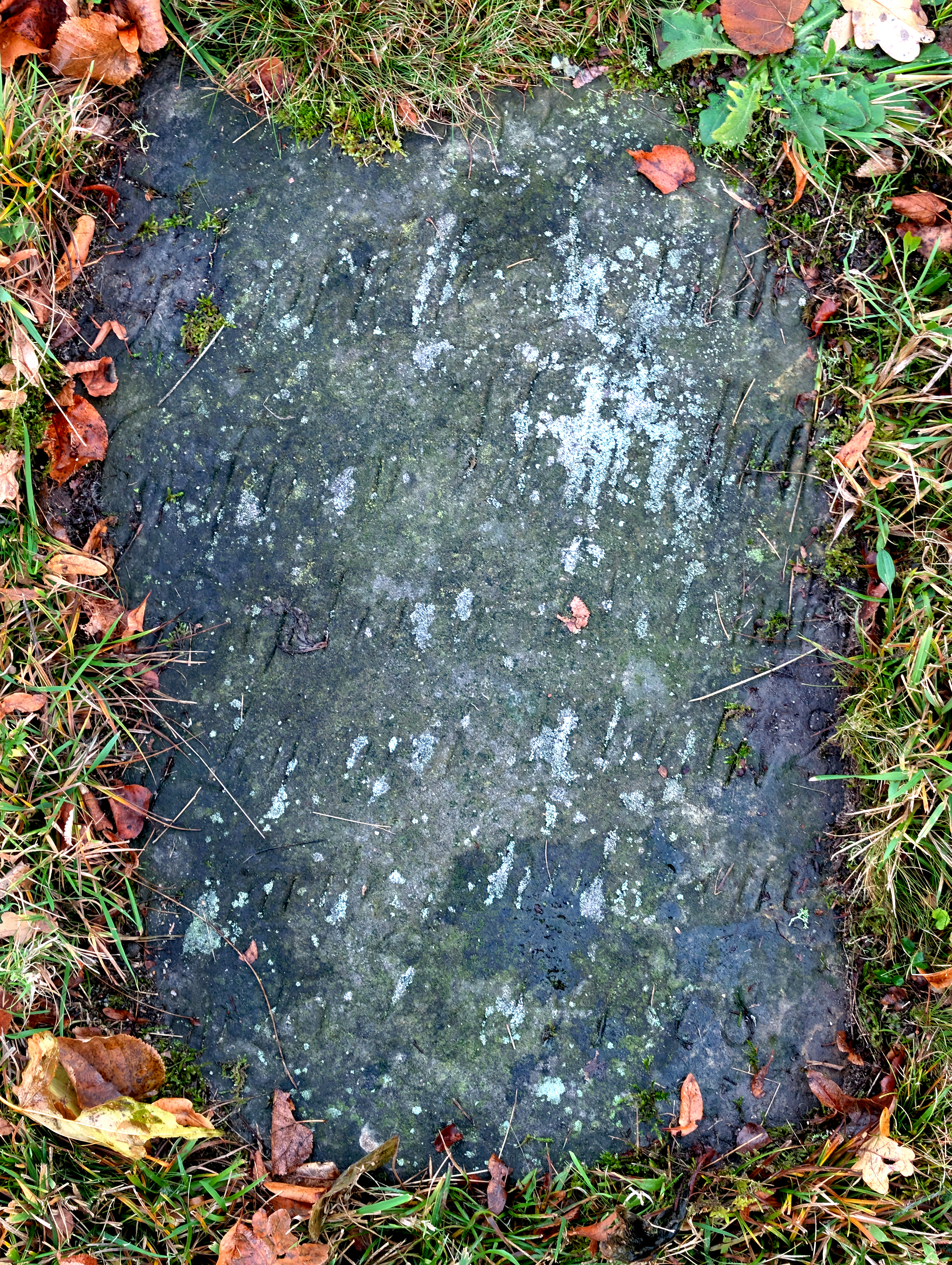
Grabstein von Henriette Sophie von Hohenthal (1772–1808) auf dem Gottesacker Kleinwelka

  - Friederike Henriette (1740–1797); Hochzeit am 13. Mai 1768 in Gersdorf mit Peter von Hohenthal (1726–1794),[12][4] dem Direktor des Adelspädagogiums der Herrnhuter Brüdergemeine in Uhyst; nach dem Tod von Adolf Nikolaus war sie bis zu ihrem Tod Eigentümerin der Herrschaft Baruth;[13] ihre Tochter Henriette Sophie stiftete 1804 eine Apotheke in der Kolonie Kleinwelka der Herrnhuter Brüdergemeine. Friederike Henriette zog nach dem Tod des Ehemanns mit der Tochter Henriette Sophie nach Kleinwelka, wo beide auch verstarben. Ihre Grabsteine finden sich noch heute auf dem dortigen Gottesacker.[14] Friederike Henriettes Todesursache war nach einer Todesanzeige in den Budissinischen wöchentlichen Nachrichten Blutsturz und Steckfluss (eine frühere Bezeichnung eines schweren Asthma bronchiale oder eines Lungenödems).[15] Der zum Tod führende hohe Blutverlust[16] könnte durch eine Blutung aus einer tuberkulösen Kaverne oder aus einem Magen- oder Zwölffingerdarmgeschwür erklärt werden.[17] Zu dem im ersten Band des Buches 275 Jahre Lippe-Weißenfeld vermuteten Suizid gibt es keinerlei Hinweise oder Belege.[13]

2. Ehe mit Eleonore Henriette geborene von Ponickau zu Milkel (1733–1806)
- Hochzeit am 21. August 1750 in Milkel
  - Marianne (Maria) Eleonore (1752–1772);[19] verheiratet mit Friedrich Ludwig Lippe-Weißenfeld (1737–1791); ihr einziger gemeinsamer Sohn Ferdinand Graf zur Lippe-Weißenfeld (1772–1846) wurde nach dem Tod von Henriette Sophie von Hohenthal 1808 Eigentümer der Herrschaft Baruth.[20]
  - Adolph Nikolaus (1753–1787), bis 1786 sächsischer Gesandter am Spanischen Hof;[21] nach der Resignation von Friedrich Alexander 1766 war er bis zu seinem Tod Eigentümer der Herrschaft Baruth;[13] wie eine Obduktion ergab, starb er nach einem Duell auf dem Rückweg nach Mittenwalde an einem durch innere Blutungen hervorgerufenen Schlaganfall.[22][23]

Nach dem Erbrezess von 1765 gab es umfangreiche Auflagen an den ältesten Sohn Friedrich Alexander. Er verzichtete 1766 auf die Erbschaft der Herrschaft Baruth. Da die beiden Kinder aus zweiter Ehe mit 12 und 13 Jahren noch minderjährig waren, gab es je einen Vormund. Für Marianne Eleonore war dies der Gutsbesitzer von Großwelka, August Adolph von Below (1715–1787), und für Adolph Nikolaus ein Christian von Schönberg.

## Briefwechsel
In der Literatur wird die Korrespondenz Nikolaus Willibalds mit dem sächsischen Premierminister Heinrich von Brühl hervorgehoben, die eine umfangreiche Berichterstattung aus dem Ausland enthält. Außerdem findet sich im Sächsischen Staatsarchiv der Nachlass des Kurfürsten Friedrich Christian, der den Briefwechsel des damaligen Kurprinzen mit Gersdorff aus der Zeit der Hochzeitsvermittlung am kurbayerischen Hof.